# ميشيل سويني
ميشيل سويني هي مغنية وعازفة جاز وممثلة كندية، ولدت في 29 فبراير 1968.

## وصلات خارجية
- ميشيل سويني على موقع IMDb (الإنجليزية)
- ميشيل سويني على موقع ألو سيني (الفرنسية)
- ميشيل سويني على موقع أول موفي (الإنجليزية)
- ميشيل سويني على موقع قاعدة بيانات الأفلام السويدية (السويدية)
- ميشيل سويني على موقع قاعدة بيانات الفيلم (الإنجليزية)
- ميشيل سويني على موقع كينوبويسك (الروسية)